# Macrogradungula
Macrogradungula és un gènere monotípic d'aranyes araneomorfes de la família dels gradungúlids (Gradungulidae). Té una única espècie, Macrogradungula moonya, que és endèmica de Queensland (Austràlia).

## Macrogradungula moonya
Macrogradungula moonya fou descrita per primer cop el 1987 per l'aracnòleg australià Michael R. Gray. El seu nom genèric ve del grec antic μακρός (makros, "llarg"), referint a la seva mida gran. El seu nom específic ve de la paraula aborigen australiana moonya, que significa "campament". Fa referència de la descoberta del primer espècimen mentre caminava fora d'una tenda en un campament de la selva pluvial.